# Academia de Ciencias de ultramar
La Académie des Sciences d'Outre-Mer es una sociedad científica creada en 1922 en Francia en el dominio de las actividades concernientes principalmente a la geografía y a  la historia general en África, América Latina, Asia, Oceanía.

## Historia
Creada en 1922 por Paul Bourdarie  y Albert Lebrun, con el fin de estudiar las cuestiones relacionadas con los países de ultramar, siendo su primer nombre Academia de Ciencias coloniales.  Y fue en junio de 1957 nombrada "Academia de Ciencias de ultramar".

## Misiones
Posee en su biblioteca , más de 70.000 obras que le permiten ser una fuente de referencia en lo concerniente a la cultura de antiguas colonias y territorios de ultranar.
También otorga premios destinados a los estudios en el extranjero
Su divisa es : « Saber, Comprender, Respetar, Amar »

## Dirigentes y miembros célebres

### Presidentes
- Raphaël Barquisseau (1960)
- Gérard Conac (mandato en curso)

## Secretario perpetuo
- Pierre Gény

## Exmiembros, y actuales

### exjefes de Estado
- Albert Lebrun
- Gaston Doumergue
- Paul Doumer
- Félix Houphouët-Boigny
- Bao Dai
- Léopold Sédar Senghor
- Alberto I de Bélgica
- Leopoldo III de Bélgica
- Mário Soares
- Abdou Diouf
- Blaise Compaoré

### Políticos
- Bernard Debré
- Pierre Messmer
- Albert Sarraut
- Edgar Faure
- René Pleven
- Jean-Jacques Juglas
- Gratien Candace
- Georges Leygues
- Jean Berthoin
- Jacques Soustelle
- Jean Letourneau
- Paul Devinat
- Michel Raingeard (1919 - 2004)
- Édouard de Warren (1871-1962)

### Altos funcionarios
- Jules Brévié
- Paul Chauvet (1904-2007)
- Robert Delavignette
- Léon Pignon

### Diplomáticos
- Hugues-Jean de Dianous de La Perrotine (1914-2008)
- Auguste Pavie
- Gabriel Hanotaux

### Militares
- Charles Mangin
- Hubert Lyautey
- Joseph Joffre
- Louis Franchet d'Espérey
- Alphonse Juin
- Philippe de Hauteclocque
- Henri Gouraud
- Maxime Weygand

### Miembros de otros Institutos
- Louis Marin
- Alain Decaux
- André Chevrillon
- Jean Leclant
- Arnaud d'Hauterives
- Jean Favier
- Yves Coppens
- Jean Dorst
- Théodore Monod
- Xavier Deniau
- Pierre Ichac (1901-1978)

### Otros
- Titinga Frédéric Pacéré, Burkina Faso, abogado, escritor y fundador del museo de Manéga[1] (1943-2024)